# Condado de Pendleton (Virgínia Ocidental)

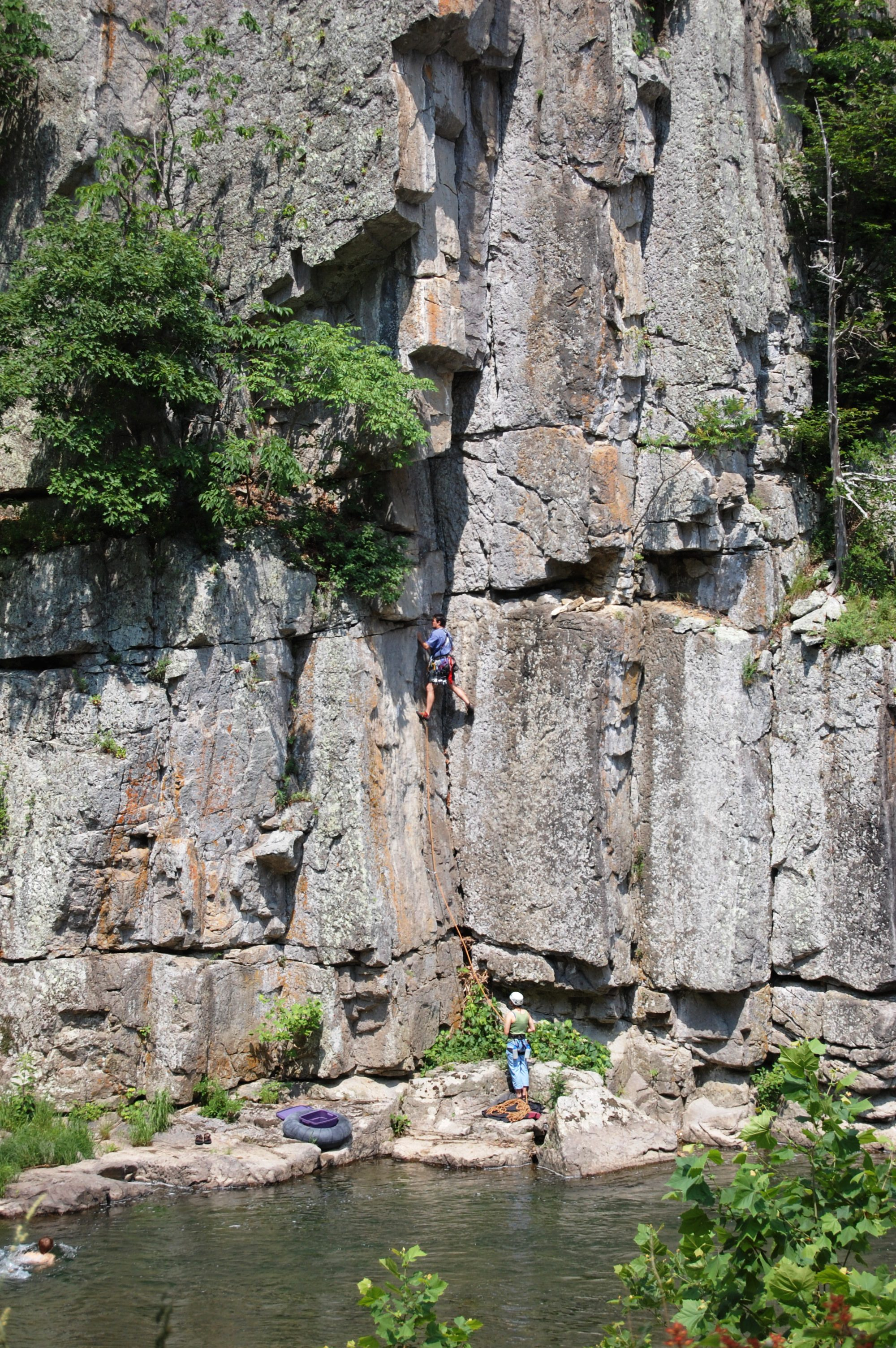
Zona de escalada perto de Ketterman.

O Condado de Pendleton é um dos 55 condados do estado norte-americano da Virgínia Ocidental. A sede do condado é Franklin, que é também a sua maior cidade. O condado tem uma área de 1808 km² (dos quais 0 km² estão cobertos por água), uma população de 8196 habitantes, e uma densidade populacional de 5 hab/km² (segundo o censo nacional de 2000). O condado foi fundado em 1787 e recebeu o seu nome em homenagem a Edmund Pendleton (1721-1803), político, advogado e jurista. Fica situado no Panhandle Oriental da Virgínia Ocidental.